# Ouled Atia
Ouled Atia (în arabă أولاد عطية) este o comună din provincia M'Sila, Algeria.
Populația comunei este de 8.498 de locuitori (2008).